# Sigismondo d'India
Sigismondo d'India (c. 1582-antes del 19 de abril de 1629) fue un compositor italiano del Renacimiento tardío y de comienzos del Barroco. Fue uno de los más importantes contemporáneos de Monteverdi y empleó la mayoría de las formas musicales que usó el compositor de Cremona.

## Vida
D'India probablemente nació en Palermo, Sicilia en 1582, aunque se carece de detalles sobre su vida hasta 1600. Durante la primera década del siglo XVII parece haber viajado por toda Italia, aceptando el mecenazgo de varias cortes de aristócratas, absorbiendo así los diferentes estilos musicales de cada lugar. Fue un tiempo de transición en la historia de la música, en la que el estilo polifónico del renacimiento tardío fue dando poco a poco paso a las formas del barroco temprano, y d'India parece haber adquirido un manejo bastante amplio de los estilos practicados en Italia: el expresivo estilo del madrigal de Marenzio, el gran trabajo policoral de la Escuela de Venecia, la tradición conservadora de la polifonía de la Escuela de Roma, los intentos de recuperación de la música antigua con la monodia, el nacimiento de la ópera y el cromatismo intenso y emocional de Carlo Gesualdo en Nápoles. D'India visitó Florencia, la ciudad natal de la ópera, y Mantua, donde trabajaba Monteverdi. En Nápoles probablemente se encontró con Gesualdo, y en 1610 estuvo en Parma y en Piacenza. El año siguiente, en 1611, fue contratado por el Duque de Saboya como director musical en Turín, donde permanece hasta 1623. Fue el periodo más productivo de su vida, durante el cual unificó la disparidad de tipos de música que había oído en el periodo 1600-1611 bajo un solo estilo.
Tras dejar Turín (aparentemente forzado por intrigas políticas) marchó a Módena, y más tarde a Roma. Parece haber fallecido en Módena, si bien los detalles sobre el final de su vida son tan oscuros como los de su comienzo. Algunas informaciones sugieren que se le concedió audiencia en la corte de Maximiliano I de Baviera, pero no hay evidencias claras, y puede que haya muerto antes de llegar de consumar la visita.

## Obra
D'India compuso música en la mayoría de las formas vocales conocidas en su época, incluyéndose la monodia, el madrigal y el motete. Las monodias, la parte más numerosa y significativa de su trabajo, adoptaron diferentes tipologías: arias —tanto estróficas como de una sola secuencia—, variaciones sobre ostinatos, lamentos y madrigales en estilo monódico, entre otros.
Estéticamente la música de d'India tiene características en común con la que Monteverdi escribía durante el mismo periodo: cromatismo expresivo, disonancias con resoluciones poco usuales y un agudo sentido dramático. De hecho, algunos de sus más grandes monodias son, en la práctica, escenas operísticas, si bien d'India nunca escribió de manera específica una ópera.
Sus madrigales polifónicos adoptan la textura musical de las ideas de Gesualdo. En ese sentido, d'India fue el único sucesor de Gesualdo hasta el siglo XX. La música tardía de d'India muestra una inusual síntesis de casi todos los compositores de la época en una sola pieza.